# Philipp Welte
Philipp Welte (* 22. März 1962 in Hechingen) ist ein deutscher Journalist und Manager. Er ist Vorstand Medienmarken National der Hubert Burda Media Holding Kommanditgesellschaft.

## Leben
Philipp Welte ist der Sohn eines Lehrers und arbeitete bereits als Schüler für eine Lokalzeitung. Nach dem Abitur ab 1981 absolvierte er ein Volontariat bei der Ulmer Regionalzeitung Südwest Presse und wurde während seiner Wehrdienstzeit als PR-Kraft bei der Luftwaffe eingesetzt. Er studierte Politik und Empirische Kulturwissenschaften an der Eberhard Karls Universität Tübingen. Anschließend arbeitete er als freier Journalist und ab 1992 als Fernsehreferent beim Mitteldeutschen Rundfunk.
Einen Großteil seiner Karriere ist Welte für die Burda-Gruppe tätig. Seit 1994 gehört er dem Unternehmen an. Welte war Verlagschef der Bunte. Zum Jahresende 2006 verließ er die Burda People Group auf eigenen Wunsch.
Anschließend war Welte in der Axel Springer News GmbH tätig, ab April 2007 Vorstandsvorsitzender der Bild.T-Online AG und übernahm in dieser Funktion die Verantwortung für die heutige Bild.de. Anfang 2008 wurde er Chief Marketing Officer bei Axel Springer Media Impact. Im Dezember 2008 wurde er in den Vorstand von Hubert Burda Media berufen. Welte ist seit dem 8. Dezember 2022 Vorsitzender des Vorstands des Medienverband der freien Presse (MVFP), dem ehemaligen Verband Deutscher Zeitschriftenverleger.
Bei einer Branchenveranstaltung in Berlin 2020 verglich er den Erfolg amerikanischer Social-Media-Unternehmen mit Nuklearwaffen und dem Morgenthau-Plan.

## Auszeichnungen
- 2021: Bayerischer Printpreis 2020/21: Ehrenpreis des Bayerischen Ministerpräsidenten[11][12]
- 2023: Bayerischer Verdienstorden[13]